# Сигурими
Сигурими (алб. Drejtoria e Sigurimit të Shtetit; Директорат безопасности государства) — албанская спецслужба и тайная политическая полиция в период коммунистического режима. Занималась политическим сыском, разведкой и контрразведкой. Подчинялась высшему партийному руководству, являлась инструментом политических репрессий и партийных чисток. Преобразована в новую разведывательную службу после падения коммунистического режима.

## История

### Создание
Партийная служба безопасности в Национально-освободительной армии (UNÇ) была создана по инициативе Энвера Ходжи 20 марта 1943 года. Первоначально структура представляла собой отдельную дивизию UNÇ из 5 тысяч отборных бойцов. Первым командующим был Хаджи Леши. Опора на «дивизию внутренней безопасности» помогла Энверу Ходже закрепить своё положение лидера албанской компартии (АПТ).
В 1944 году компартия пришла к власти в Албании. 19 апреля в структуре «дивизии безопасности» была учреждена информационная служба. 10 декабря был учреждён Drejtoria e Mbrojtjes Popullore (DMP) — Директорат народной защиты (по образцу югославского OZN). C 1946 служба DMP получила название Drejtoria e Sigurimit të Shtetit — Директорат государственной безопасности. Обычно название спецслужбы сокращалось до термина Sigurimi — Сигурими (алб. sigurimi — безопасность).
Структура входила в МВД в качестве ключевого подразделения. Главой Сигурими по должности являлся министр внутренних дел. Непосредственное руководство осуществлял один из его заместителей. В конечном счёте структура замыкалась на первого секретаря ЦК компартии Энвера Ходжу.
Первым министром внутренних дел Народной Республики Албании стал Хаджи Леши. В 1946 году его сменил Кочи Дзодзе. В этот период Сигурими строилась по модели не только советского НКВД—МГБ, но и югославской спецслужбы UDB (Леши и особенно Дзодзе были тесно связаны с югославскими коммунистами).

### Утверждение режима
На Сигурими была возложена задача обеспечения безопасности коммунистического режима, уничтожения оппозиции и подавления недовольства. Объектами репрессий стали националисты Балли Комбетар, монархисты Легалитети, т. н. «буржуазные элементы» и албанские католики. Широко практиковались произвольные аресты, пытки и казни. Особые формирования — Brigadave të Ndjekjes — совершили тысячи бессудных убийств (в основном на севере Албании).
Уже весной 1945 года Специальный суд, организованный Кочи Дзодзе, приговорил к смертной казни 17 представителей прежней политической элиты и 42 — к разным срокам тюремного заключения. Были казнены, в частности, бывшие министры Кола Тромара, Бахри Омари, Фейзи Ализоти. Это нанесло сильный удар по противникам новой власти. В январе 1946 перед военным судом предстали деятели католической интеллигенции, ордена францисканцев, члены межконфессионального «Регентского совета». По результатам процесса были расстреляны священник и общественный деятель Антон Харапи, экс-премьер Малик Бушати, националистический активист Леф Носи.
В первой половине 1946 коммунистическая госбезопасность ликвидировала структуры легальной оппозиции либерально-демократической, конституционно-монархической и социал-демократической направленности. Были казнены её лидеры Сами Керибаши, Кенан Дибра, Шабан Бала и ещё шесть активистов общедемократического и монархического направления. К 20 годам заключения была приговорена лидер Социал-демократической партии Мусина Кокалари. В 1947 были арестованы и предстали перед показательными процессами оппозиционные парламентарии из Депутатской группы (обвинение представлял заместитель генпрокурора бывший офицер DMP Иосиф Пашко). Более двадцати осуждённых были казнены, в том числе Риза Дани и Шефкет Бейя.
В 1947 репрессиям подверглись коммунисты, выступавшие против подчинения Югославии, за самостоятельность Албании. Были репрессированы министр информации Сейфула Малешова, директор Банка Албании Костандин Бошняку (исторически первый албанский коммунист), снята со всех постов и выслана в провинцию лидер коммунистической молодёжи Лири Белишова, покончил с собой министр экономики Нако Спиру.
Жёстко подавлялось вооружённое антикоммунистическое сопротивление. В январе 1945 в округе Малесия-э-Мади были подавлены Кельмендское восстание Прека Цали и Восстание Коплику Леша Мараши. В сентябре 1946 произошло Пострибское восстание в округе Шкодер, во главе с Османом Хаджией и Юпом Казази. В области Шкодер — где расположены округа Шкодер и Малесия-э-Мади — действия госбезопасности под руководством Мехмета Шеху, Зои Темели, Шефкета Печи отличались особой жестокостью.
В Тепелене осенью 1948 произошло Восстание Жапокики, возглавленное Байрамом Камбери и Джемалем Брахими. При подавлении всех этих выступлений Сигурими делала упор не на выявлении конкретных противников, а на массовых репрессиях против населения данных территорий.
В Мирдите влиятельный клан Kapidani-Маркагьони создал подпольную организацию Горный комитет, которая в августе 1949 совершила крупный теракт — убийство партийного секретаря Бардока Бибы. Сигурими арестовала до трёхсот человек, четырнадцать были казнены — ни один из них не имел отношения к убийству Бибы. Была проведена спецоперация — успешное внедрение к повстанцам тайного агента Паля Мелюши, но в апреле 1950 Мелюши погиб от «дружественного огня»).
В 1948 году произошёл советско-югославский раскол. Энвер Ходжа безоговорочно принял сторону Сталина в конфликте с Тито. В албанской компартии прошла жёсткая чистка, «титовцы» подверглись репрессиям. Кочи Дзодзе был арестован, осуждён и повешен. Его сподвижник Панди Кристо приговорён к 20 годам заключения, недавний директор Сигурими Васка Колеци — к 9 годам.
На посту министра внутренних дел — и, соответственно, верховного главы Сигурими — Кочи Дзодзе сменил Мехмет Шеху, ближайший сподвижник Энвера Ходжи. После назначения Шеху премьер-министром в 1954 году МВД и Сигурими возглавил Кадри Хазбиу, возглавлявший карательные органы в течение четверти века. В 1979 его сменил племянник премьер-министра Фечор Шеху.

### Охрана режима
Рубеж ужесточения сталинистского режима Ходжи обозначила бессудная расправа в феврале 1951 года. 19 февраля произошёл взрыв в советском посольстве в Тиране. Теракт, совершённый подпольной организацией Фронт сопротивления/Национальное единство, не повлёк жертв и серьёзных разрушений. Боевик-исполнитель Хюсен Лула вскоре погиб в перестрелке с Сигурими, его напарник Казим Лачи расстрелян практически сразу. Были казнены пять активистов организации, в том числе лидер Сейфула Шима, восемь человек приговорены к различным срокам. Однако акция была использован для внесудебной расправы с противниками новой власти.
20 февраля прошло экстренное заседание Политбюро ЦК компартии под председательством Ходжи. В ночь на 26 февраля 1951 были убиты без суда 22 представителя оппозиционно настроенной албанской интеллигенции и предпринимательства (наиболее известны предприниматель Йонуз Кацели и учёная Сабиха Касимати). Приказ был отдан Энвером Ходжей, исполнение организовали Мехмет Шеху и его заместители Кадри Хазбиу и Михалак Зичишти, политическое обвинение оформил военный прокурор Сири Чарчани. Составили расстрельный список начальники управлений Сигурими майор Пило Шанто, капитан Расим Дедья, майор Эдип Чучи.
В 1952 Сигурими ликвидировала подпольную организацию Албанский союз антикоммунистического освобождения. Её лидер Кочо Кондили был расстрелян, шесть человек приговорены к различным срокам заключения.
В августе 1955 была учреждена специальная комиссия по депортациям под председательством Кадри Хазбиу. Тысячи албанских семей, признанных «неблагонадёжными», разъединялись и переселялись в незнакомые места и труднодоступные районы под жёстким контролем властей.
В 1956 году сторонники реформ в духе XX съезда КПСС попытались отстранить Ходжу от власти на партийной конференции в Тиране. Во главе этой группы стояли генералы Панайот Плаку и Дали Ндреу. Попытка была сорвана, Плаку бежал в Югославию, где вскоре убит агентами Сигурими, Ндреу расстрелян вместе с беременной женой Лири Гегой. Лидеры партийной оппозиции — Тук Якова, Бедри Спахиу, Лири Белишова, Мако Чомо, Кочо Ташко — были приговорены к длительным срокам заключения либо подверглись интернированию (Тук Якова скончался в тюрьме).
В 1961 году советско-албанский раскол спровоцировал репрессии против носителей просоветской ориентации. Состоялся «процесс 65-ти», по результатам которого были казнены 13 человек, в том числе командующий военно-морским флотом контр-адмирал Теме Сейко. Тогда же интернирован, сослан, затем арестован и осуждён на 10 лет Кочо Ташко.
Летом 1963 Сигурими раскрыла подпольную организацию под руководством радиожурналистов Фадиля Кокомани и Вангеля Лежо. По версии следствия, группа распространяла антирежимные листовки и готовила не только побег за границу, но и покушения на Энвера Ходжу, Мехмета Шеху и Кадри Хазбиу. Были казнены Трифон Джагика и Тома Рафаэли, пять человек получили длительные сроки заключения.
В мае 1973 года подразделения Сигурими сыграли главную роль в жестоком подавлении восстания в тюрьме Спач. Десятки заключённых получили дополнительные сроки, четверо участников восстания — Паль Зефи, Хайри Пашай, Дервиш Бейко, Скендер Дайя — были расстреляны.
В 1974—1975 годах были арестованы и приговорены к длительным срокам заключения за «либеральный уклон» бывший председатель Народного собрания и министр культуры Фадиль Пачрами и руководитель албанского гостелерадио Тоди Лубонья.
Тогда же, в 1974—1975, были осуждёны и расстреляны по обвинению в военном заговоре министр обороны Бекир Балуку, генерал Петрит Думе, генерал Хито Чако, к 25 годам тюрьмы приговорён генерал Рахман Парлаку.
В 1975—1976 году репрессиям подверглись кадры хозяйственного руководства. Были арестованы и в 1977 расстреляны министр экономики Абдюль Келези и министр промышленности Кочо Теодоси. Казнь «ревизиониста» Келези являлась преддверием разрыва с Китаем, Теодоси обвинялся в причастности к «военно-экономическому заговору».
В 1978—1979 были раскрыт очередной «заговор» в тюрьме Спач. Расстреляны заключённые диссиденты — националист Джелаль Копренцка, коммунисты Фадиль Кокомани и Вангель Лежо.
Было запрещено и сурово преследовалось исповедание любой религии. За тайное крещение ребёнка в 1971 году был арестован Сигурими и расстрелян католический священник Штьефен Курти.
Политика жёсткой самоизоляции, проводимая с начала 1960-х, предполагала плотное наблюдение за немногочисленными иностранцами, находившимися в Албании. Особо тщательной слежке подвергались семьи, основанные на интернациональных браках (заключённых во времена принадлежности НРА к Варшавскому договору). В личную жизнь албанцев осуществлялось беззастенчивое полицейское вмешательство.

### Международная деятельность
После XX съезда КПСС НРА постепенно свернула отношения с СССР. В декабре 1961 были разорваны советско-албанские дипломатические отношения, в 1962 НРА вышла из СЭВ, в 1968 из Организации Варшавского договора. Во внешней политике режим Ходжи переориентировался на КНР. Для Сигурими это означало развитие сотрудничества с китайскими спецслужбами.
Сигурими участвовала в создании китайской сети разведки и маоистского политического влияния в Восточной Европе. В частности, Сигурими курировала ортодоксальную компартию Польши, находившуюся в ПНР на нелегальном положении. Её лидер Казимеж Мияль скрывался от ареста в Албании.
Другим постоянным направлением деятельности Сигурими являлась поддержка албанских националистов в югославском Косово.

### На последнем этапе
В начале 1980-х резко обострились противоречия между Энвером Ходжей и Мехметом Шеху. 17 декабря 1981 года власти объявили о самоубийстве Шеху. Вскоре он был посмертно обвинён в государственной измене. Его племянник Фечор Шеху был снят с должности министра внутренних дел и арестован.
В сентябре 1982 антикоммунистическая Группа Шевдета Мустафы сумела проникнуть в Албанию с целью убийства Ходжи — несмотря на мощный заслон армии и Сигурими. Вина за этот провал была возложена на министра обороны Кадри Хазбиу и министра внутренних дел Фечора Шеху. В 1983 состоялся очередной политический процесс — против группы родственников и сторонников Мехмета Шеху. Кадри Хазбиу, Фечор Шеху, бывший министр здравоохранения Ламби Зичишти, функционер МВД Ламби Печини были приговорены к смертной казни и расстреляны. Вдова Мехмета Шеху Фикрете умерла в тюрьме. К длительному заключению были приговорены бывший министр иностранных дел Нести Насе (в своё время офицер Сигурими) и бывший директор Сигурими Михалак Зичишти. Судьбы Кочи Дзодзе, Тука Яковы, Мехмета Шеху, Кадри Хазбиу, Фечора Шеху привели к тому, что МВД НРА/НСРА сравнивается с «нехорошей квартирой» из Мастера и Маргариты.
С января 1982 по февраль 1989 МВД и Сигурими возглавлял крупный партийный функционер Хекуран Исаи. Под его руководством Сигурими сыграла важную роль в исходе внутрипартийной борьбы за власть после смерти Энвера Ходжи в апреле 1985 года. (В стране ходили слухи даже об убийстве нескольких сподвижников Ходжи прямо в здании ЦК, о временном аресте вдовы Ходжи Неджмие и его сыновей, но чётких документальных подтверждений они не имеют.) Сигурими превратилась в охранную структуру нового первого секретаря ЦК Рамиза Алии. Парадоксально, что защищать позиции Алии приходилось от ортодоксальных ходжаистов, типа Ленки Чуко. Политические репрессии при правлении Алии снизились в масштабах, но продолжались. Последняя казнь в Албании совершилась 10 августа 1988 — в Кукесе был повешен поэт-диссидент Хавзи Нела.
В начале 1989 года руководителем албанского МВД и госбезопасности стал функционер ЦК АПТ Симон Стефани. В середине 1990 его вновь сменил Хекуран Исаи, а в феврале 1991 — Грамоз Ручи (в этих кадровых перестановках отразились политические манёвры Рамиза Алии). C 1989 по 1991 год перед Сигурими ставилась задача предотвратить распространение на Албанию восточноевропейских антикоммунистических революций. Этого не удалось — с конца 1990 в стране начались массовые протесты. Отмечались случаи применения оружия против демонстрантов. 2 апреля 1991 четыре человека были убиты в Шкодере.
С декабря 1990 года антикоммунистические активисты создали независимые профсоюзы и оппозиционные партии. С февраля 1991 движение приобрело необратимую силу. Репрессии Сигурими уже не давали эффекта. В марте правительство Алии вынуждено было пойти на проведение многопартийных выборов. По официальным данным, победу одержала АПТ. Год спустя оппозиция добилась повторных выборов, на которых победила оппозиционная Демократическая партия Албании. Коммунистический режим перестал существовать. Ещё летом 1991 года Сигурими была формально упразднена.

### Роль и статистика
Сигурими сыграла важную роль в структуре ходжаистского режима — самого жёсткого в Восточной Европе. Аресты, показательные процессы, политические казни проводились даже в 1970—1980-х годах, когда в европейских государствах «соцлагеря» это давно перестало практиковаться. Тайная полиция установила над албанским обществом плотный карательный контроль. Фактическим придатком госбезопасности являлись прокуратура и суд во главе с Аранитом Челей. Министерство юстиции Бильбиля Клоси обеспечивало формальную законодательную основу репрессивной политики.
В стране с населением от 1,2 млн (начало 1950-х) до 3 млн (середина 1980-х) количество политических казней в правление Энвера Ходжи, по официальным данным, оценивается в 6027 человек, ещё 984 убиты в тюрьмах (308 потеряли рассудок), более 7000 погибли в трудовых лагерях и в ходе депортаций. 34135 человек были осуждены на различные тюремные сроки по политическим обвинениям. Интернированию и депортациям подверглись 59000 человек. Документально установлены сотни случаев применения пыток.
Иные подсчёты, основанные на официальной статистике, дают сходные цифры: 5487 политических казней (5037 мужчин, 450 женщин), 995 погибших в тюрьмах (988 мужчин, 7 женщин), 34155 политзаключённых (26778 мужчин, 7367 женщин); среди репрессированных 1253 иностранца (1215 мужчин, 38 женщин).
Албанский Институт изучения преступлений коммунизма, возглавляемый историком Агроном Туфой, приводит другую статистику: 21,3 тысячи казнённых, 10 тысяч погибших от пыток, 64,1 тысячи политзаключённых (средний срок заключения — 9 лет), 220 тысяч депортированных.
По имеющимся данным, задержания, допросы, принудительные работы, полицейский надзор применялись к трети населения Албании.

## Структура

### Организация

#### Подразделения
В структуру Сигурими входили три управления:
- I — контрразведка
  - 1 департамент — надзор и обезвреживание подозреваемых в шпионаже
  - 2 департамент — контроль над иностранными посольствами
  - 3 департамент — сбор информации о сотрудниках МВД
  - 4 департамент — ведение документации
  - 5 департамент — техническое обеспечение, видеонаблюдение, прослушивание телефонных переговоров (офис располагался в здании, которое во время немецкой оккупации использовало гестапо[47])
  - 6 департамент — контроль над министерством обороны и армией
  - 7 департамент — раскрытие экономических нарушений
  - 8 департамент — агентурная работа в албанской диаспоре и эмигрантских организациях; контроль над тюрьмами и трудовыми лагерями, организация сети осведомителей
- II — безопасность высшего руководства
  - 1 департамент — охрана, обеспечение жилищных, транспортных, бытовых услуг
  - 2 департамент — юридическое сопровождение
  - 3 департамент — специальное техническое обеспечение
  - 4 департамент — ведение документации
- III — разведка
  - 1 департамент — Европа
  - 2 департамент — Ближний Восток
  - 3 департамент — Америка
  - 4 департамент — агентура в диаспоре
  - 5 департамент — ведение документации
  - 6 департамент — техническое обеспечение

В систему Сигурими входили войска госбезопасности — несколько полков мотопехоты, военные катера с экипажами. Эти силы были специально подготовлены и обучены для боевых действий внутри страны и подавления массовых беспорядков.
Сигурими располагала также штатом информаторов до 30 тысяч человек (население Албании при правлении Ходжи составляло от 1,2 до 2,7 миллиона человек). Они подразделялись на три категории:
- резиденты — оперативные помощники функционеров, посредники в контактах с осведомителями
- агенты — руководители групп сбора информации
- осведомители

Функционеры Сигурими, количеством до 10 тысяч человек, составляли в НРА/НСРА элитную социальную группу.

#### Управление
Структурно Сигурими являлась подразделением МВД. Как инструмент партийной диктатуры, спецслужба, наряду с МВД в целом, подчинялась Политбюро ЦК АПТ во главе с первым секретарём.
Министр внутренних дел по должности состоял в Политбюро и был напрямую подотчётен первому лицу партии — сначала Ходже, потом Алии. Непосредственно во главе Сигурими стоял директор, являвшийся, как правило, заместителем министра внутренних дел, но также напрямую замкнутый на первого секретаря ЦК АПТ. В наибольшей степени с Сигурими и карательной политикой в период Ходжи ассоциировались Мехмет Шеху, Кадри Хазбиу, Фечор Шеху-младший, Михалак Зичишти, Реджеп Коли; в период Алии — Хекуран Исаи, Симон Стефани, Зюлюфтар Рамизи, Зеф Лока. Пост главы МВД дольше всех занимал Хазбиу, пост директора Сигурими — Зичишти и Шеху-младший (побывавший и министром).

### Руководство

#### Министры
- Хаджи Леши (1944—1946)
- Кочи Дзодзе (1946—1948)
- Нести Керенджи (1948)
- Мехмет Шеху (1948—1954)
- Кадри Хазбиу (1954—1979)
- Фечор Шеху (1979—1982)
- Хекуран Исаи (1982—1989; 1990—1991)
- Симон Стефани (1989—1990)
- Грамоз Ручи (1991)

#### Директора́
- Кочи Дзодзе (1944—1946)
- Нести Керенджи (1946—1948)
- Васка Колеци (1948)
- Бекир Ндоу (1948—1949)
- Кадри Хазбиу (1950—1954)
- Михалак Зичишти (1954—1962)
- Реджеп Коли (1962—1967; 1982)
- Фечор Шеху (1967—1969; 1974—1980)
- Лело Синай (1970—1972)
- Мичо Салиу (1972—1974)
- Кадри Гойаши (1980—1982)
- Пелумб Капо (1982)

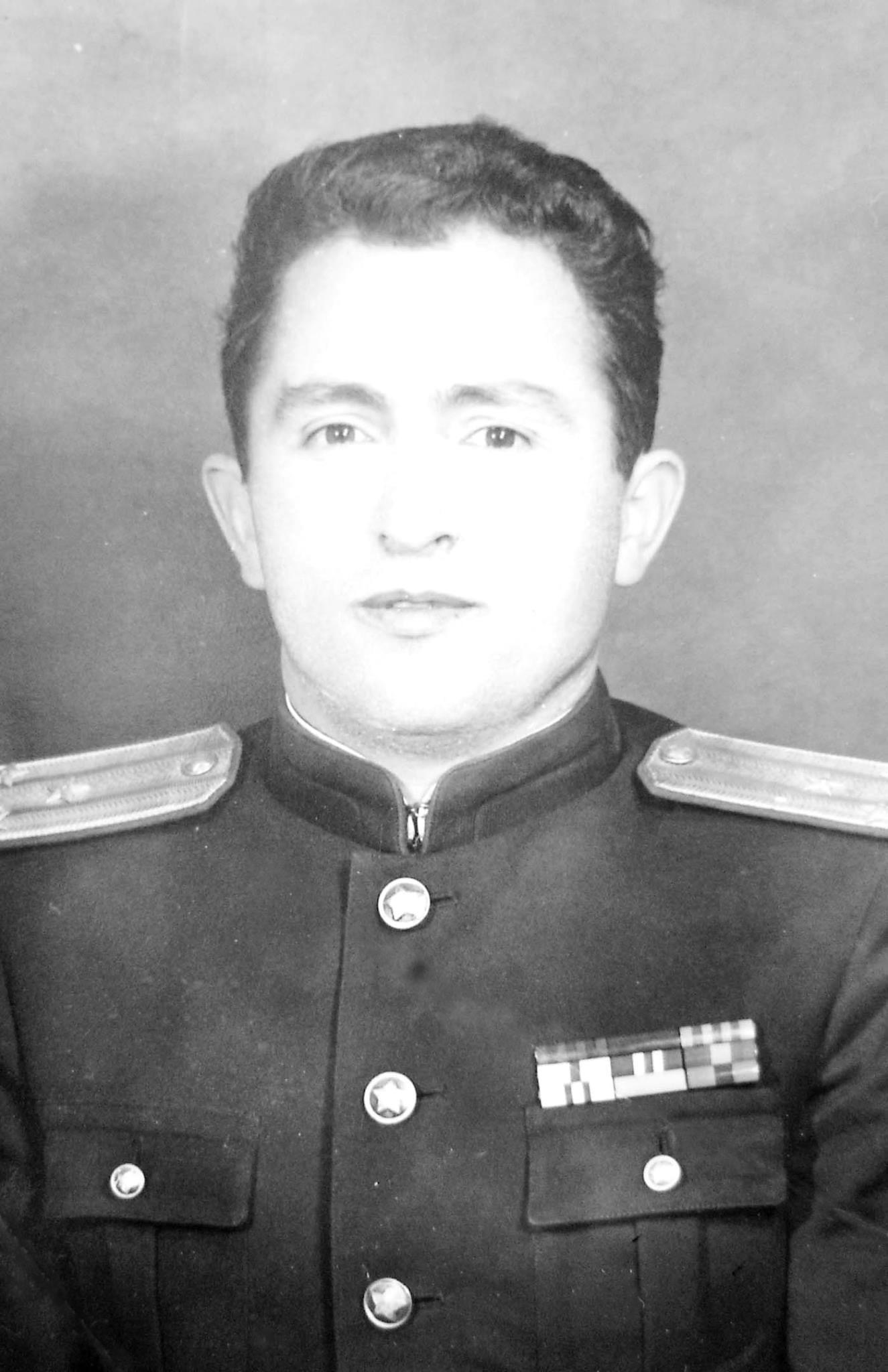
Фечор Шеху, директор Сигурими в 1974-1980 гг. (фотография 1950-х гг.)

- Зюлюфтар Рамизи (1982—1987; 1988—1989)
- Зеф Лока (1987—1988)
- Фредерик Юмери (1989—1990)
- Нерула Зеби (1990—1991)

## Преобразование
Летом 1991 года на месте упразднённой Сигурими была создана Национальная информационная служба (алб. Shërbimi Informativ Kombëtar, SHIK) — официально деидеологизированная структура, не находящаяся в партийном подчинении. Однако, по многочисленным экспертным оценкам, значительную часть сотрудников составили бывшие функционеры Сигурими, ориентированные на Рамиза Алию (тогда — президент Албании) и Социалистическую партию (реформированная АПТ).
В 1992—1997 SHIK под руководством директора Башкима Газидеде являлась опорой нового президента от Демократической партии Сали Бериша. Бывший врач ЦК АПТ, обслуживавший самого Ходжу, в методах правления многое заимствовал у покойного диктатора.
С 1997 года SHIK преобразована в Государственную службу информации (алб. Shërbimi Informativ Shtetëror, SHISH).
Наблюдатели отмечают наличие в посткоммунистической албанской политике влиятельного «коммунистического лобби», видную роль в котором играют бывшие функционеры Сигурими и члены их семей. Особенно значительно их влияние в албанской спецслужбе и судебной системе.
Весной 2015 года парламент Албании одобрил закон, который впервые открыл доступ к архивам Сигурими полиции по заявкам граждан, которые подвергались слежке в годы коммунистического режима.

## Персоналии
Судьбы руководителей госбезопасности в НРА/НСРА складывались драматично. Многие из них сами подверглись репрессиям.
Премьер-министр Мехмет Шеху погиб при неясных обстоятельствах, официально названных самоубийством, и посмертно объявлен изменником. Министры внутренних дел Кочи Дзодзе, Кадри Хазбиу, Фечор Шеху были казнены (первый — как «югославский агент», двое других — как участники «заговора Мехмета Шеху»). Директора́ Сигурими Васка Колеци, Бекир Ндоу, Михалак Зичишти много лет провели в тюрьмах и лагерях (первые двое — за связь с Дзодзе, третий — за связь с Шеху). Бывший министр и директор Нести Керенджи подвергался аресту и интернированию (за связь с Шеху). Генерал Зои Темели — начальник шкодерского управления безопасности, подавлявший восстания Коплику и Пострибы, затем начальник управления внешней разведки — был репрессирован за связь с Кочи Дзодзе почти через двадцать лет после казни опального министра.
В 1990-х годах бывшие министры внутренних дел НСРА Хаджи Леши, Хекуран Исаи и Симон Стефани, бывшие директора́ Сигурими Зюлюфтар Рамизи и Зеф Лока привлекались к судебной ответственности. Они обвинялись в преступлениях против человечности, геноциде, злоупотреблении властью. Леши был приговорён к пожизненному заключению, Исаи к пяти годам тюрьмы, Стефани к восьми годам, однако Леши амнистирован почти сразу, Исаи и Стефани — после кризиса и массовых беспорядков 1997 года. Рамизи был приговорён к смертной казни, но амнистирован в силу преклонного возраста. Лока оправдан по выдвинутым обвинениям. В 1995 был арестован по обвинению в геноциде и вскоре умер в тюремной больнице бывший офицер Сигурими Шефкет Печи.
Последний министр внутренних дел НСРА Грамоз Ручи остался крупным политиком СПА. С 2017 Ручи — председатель парламента Албании.
Последние директора́ Сигурими Фредерик Юмери и Нерула Зеби служили в органах разведки посткоммунистической Албании.

## Униформа, звания и знаки различия
В 1947—1966 годах сотрудники Сигурими носили униформу и знаки различия, практически копировавшие советские образцы — аналогично Албанской народной армии. Цвет погон солдатско-сержантского состава, петлиц, околышей, а также просветов на погонах офицеров был синим, как в советских органах госбезопасности. В 1966 году звания и знаки различия были упразднены, а униформа — унифицирована по примеру «культурной революции» в КНР (при сохранении, как и в армии, иерархии командных должностей). Сотрудники Сигурими в основном перешли на штатскую одежду. Высшие руководители могли носить униформу, аналогичную военной.